# Сушица (Благоевградская область)
Сушица (болг. Сушица) — село в Благоевградской области Болгарии. Входит в состав общины Симитли. Находится примерно в 7 км к югу от центра города Симитли и примерно в 21 км к югу от центра города Благоевград. По данным переписи населения 2011 года, в селе  проживало 84 человека, преобладающая национальность — болгары.

## Население
| Год     | 1934 | 1946 | 1956 | 1965 | 1975 | 1985 | 1992 | 2001 | 2011 |
| ------- | ---- | ---- | ---- | ---- | ---- | ---- | ---- | ---- | ---- |
| Жителей | 1221 | 1457 | 1729 | 688  | 453  | 217  | 122  | 113  | 84   |

|  |